# Centre de recherche et de développement Bisan
Le centre de recherche et de développement Bisan, en arabe : مركز بيسان للبحوث والإنماء, est une organisation non gouvernementale palestinienne à but non lucratif fondée en 1989 à Ramallah. Elle est enregistrée auprès du ministère palestinien de l'Intérieur.
Bisan soutient les femmes palestiniennes par le biais d'organisations de jeunesse, d'institutions féministes et d'organisations communautaires dans les zones marginalisées et rurales de Palestine, notamment par des initiatives culturelles encourageant la participation des jeunes et des femmes. Le Centre Bisan gère également une ligne téléphonique d'urgence sur la violence familiale.
En 1990, grâce à un financement d'Austcare, Bisan fonde 22 centres communautaires en Cisjordanie offrant une formation professionnelle. À l'époque, ils géraient également un centre pour les petites entreprises et le développement à Naplouse. L'association dispose également d'une unité législative qui fait pression en faveur d'une législation civile efficace et travaille avec le ministère de la santé sur des études de recherche, notamment sur les violences domestiques en Cisjordanie et dans la bande de Gaza. 
En octobre 2021, l'organisation, tout comme cinq autres, est désignée comme organisation terroriste par Israël. 